# Nonkululeko Nyembezi-Heita
Nonkululeko Merina Cheryl Nyembezi-Heita, appelée également Nku, née le 22 mars 1960, est une femme d'affaires sud-africaine active dans les domaines de la métallurgie, des télécommunications et de la finance. Depuis le mois de mars 2014, elle est directrice générale du groupe minier néerlandais, IchorCoal N. V.

## Biographie
Elle est née à Pietermaritzburg, en Afrique du Sud, où son père est avocat. Élevée dans une famille méthodiste, elle est formée dans une école primaire bantou à Clermont, dans le KwaZulu-Natal, avant d'entamer ses études secondaires à l'école des Séminaristes d'Inanda, près de Durban, une école pour filles créée le siècle précédent par un couple de missionnaires protestants de l'American Board of Commissioners for Foreign Missions. Elle obtient des résultats particulièrement bons en maths et en sciences. Après l'obtention de son Certificat supérieur, elle bénéficie de bourses pour prolonger son cursus scolaire. Elle obtient un diplôme en génie électrique à l'Université de Manchester, et une maîtrise en Sciences de l'Institut de Technologie de Californie. Elle obtient également un MBA à l'Open University Business School.
Après un premier parcours chez IBM aux États-Unis et en Afrique du Sud de 1986 à 1998, elle passe au sein de Vodafone, et de l'entreprise Alliance Capital Management, où elle dirige des services financiers. En 2008, elle est nommée directrice générale d'ArcelorMittal Afrique du Sud, où elle reste pendant six ans. En mars 2014, elle rejoint le groupe minier IchorCoal en tant que PDG. Elle siège également aux conseils d'administration de plusieurs autres sociétés.
En 2012, Nyembezi-Heita est classée 97e dans la liste des 100 femmes les plus puissantes du monde selon le magazine Forbes.